# علي باستيان
علي باستيان (بالإنجليزية: Ali Bastian)‏ هي ممثلة بريطانية، ولدت في 1983 في المملكة المتحدة.

## وصلات خارجية
- علي باستيان على موقع IMDb (الإنجليزية)
- علي باستيان على موقع ألو سيني (الفرنسية)
- علي باستيان على موقع قاعدة بيانات الفيلم (الإنجليزية)
- علي باستيان على موقع كينوبويسك (الروسية)